# Aggressive Agricultor
Aggressive Agricultor est un groupe français de punk rock et thrash metal, originaire d'Hasparren, dans le Pays basque.

## Biographie

### Première période (1986–1996)
L'histoire débute en 1986 avec Jojo, Ded, Lolo et Stéphane, quatre amis auparavant élèves d'un lycée agricole. Ils décident alors de se mettre à la musique et de créer un groupe de punk-rock s'inspirant de Dead Kennedys et des Toy Dolls. Le groupe donne son premier concert à Saint-Pierre-d'Irube devant une dizaine de spectateurs. Un an plus tard, ils sortent une démo, The First Track-Tör. Le groupe se sépare de Stéphane pour une absence injustifiée lors d'un concert[réf. nécessaire] à Saint-Jean-Pied-de-Port ; il sera remplacé par Stef. Il diffuse ensuite une cassette live enregistrée devant une trentaine de personnes. L'année suivante, le représentant du magazine Hard-Rock (magazine papier) propose au groupe de faire un concert à Paris et éventuellement ensuite de graver un 33 tours. Il jouera cette fois-ci devant plus de 800 spectateurs[réf. nécessaire] peu après le départ de Jojo. Le groupe intègre Xabi inspiré par « personne ». Le rythme des répétitions, qui ont alors lieu dans une grange à Souraïde, s'accélère de plus en plus (de l'ordre de deux à trois par an).
En 1990, après trois ans de travail le groupe enregistre son premier album Eructation Agronomic sorti à mille exemplaires. Le groupe participe au grand festival de heavy metal à Mouguerre, mais c'est un échec total. Le groupe participe ensuite à un concert dans un bar de Gérone, cette fois-ci le public semble apprécier le spectacle. Stef s'inscrit à l'émission Tournez manège et y est sélectionné. Il profite alors de cette apparition télévisée pour promouvoir la sortie de l'album. Finalement, Jojo revient parmi les siens en 1992. Le groupe joue maintenant avec deux guitares. En 1993, sort Hé ho Tonton Marcel, leur deuxième album. Le groupe se produit maintenant dans de plus importantes salles telles que le Fahrenheit à Issy-les-Moulineaux (ayant reçu des groupes tels que Nirvana ou Mano Negra) ainsi qu'au Jimmy à Bordeaux. Il enregistre ensuite un troisième album Adieu-toi je t'aimais bien précédant leur séparation en 1996.

### Deuxième période (depuis 2005)
En 2005, le groupe se reforme après neuf ans de séparation, et sort en 2006, pour ses 20 ans d'existence, Les Années vaches folles, une compilation distribuée par le label Phaco Records.
En 2011, Aggressive Agricultor sort l'album Pig's Not Dead, et effectue une tournée en soutien à l'album, jouant notamment au Motocultor Festival en septembre la même année. Le 5 novembre 2011, le groupe joue un concert à Pau, qui sera enregistré et publié en téléchargement gratuit sous le titre J'ai oublié de pas faire de pain live 2011 en février 2012. Aggressive Agricultor met également et gratuitement à disposition leurs trois premiers Eructation Agronomic, Hé ho Tonton Marcel ! et Adieu toi, je t'aimais bien. Le groupe est invité à se produire au Paris Metal France Festival en janvier 2013. La même année, ils publient l'album Consanguinité. 
L'année de leurs trente ans, en 2016, ils sortent un nouvel album, simplement intitulé 2016.

## Membres

### Membres actuels
- Ded - basse (1986-1989), guitare (1989-1996, depuis 2004)
- Jojo – guitare (1986-1988, 1992-1996, depuis 2004)
- Stef – chant (1987-1996, depuis 2004)
- Lolo - batterie (1986-1993, depuis 2018)
- Nico – batterie (2011-2018),basse (depuis 2018)

### Anciens membres
- Laurent (Lolo) – batterie (1986–1994)
- Joël – guitare (1986–1988, 1992–2006)
- Stéphane – chant (1986-1987)
- Pascal – batterie (1994–1996, 2004–2011)

## Discographie
- 1991 : Eructation Agronomic
- 1993 : Hé ho Tonton Marcel
- 1995 : Adieu toi je t'aimais bien
- 2006 : Les années Vaches Folles (compilation)
- 2011 : Pig's Not Dead
- 2011 : J'ai oublié de pas faire de pain live 2011 (album live gratuit)
- 2013 : Consanguinité
- 2016 : 2016